# Ordine della Stella

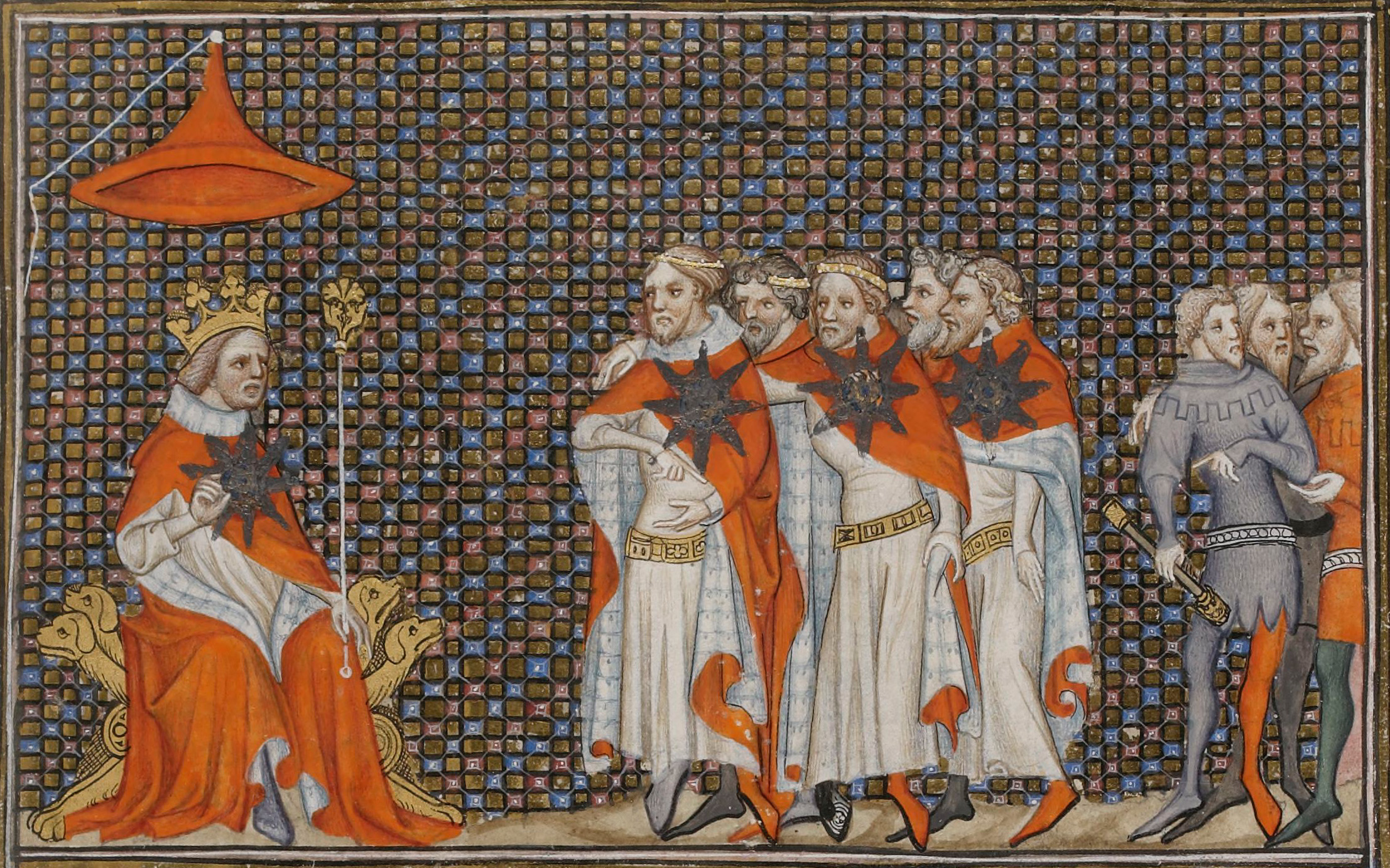
Miniatura del XIV secolo in cui è rappresentato un incontro di cavalieri dell'Ordine della Stella

L'Ordine della stella (in francese Ordre de l'Étoile) o Compagnia della stella, è stato un ordine cavalleresco fondato il 6 novembre 1351 dal re Giovanni II di Francia a imitazione dell'Ordine della Giarrettiera istituito nel 1347 da Edoardo III d'Inghilterra. La cerimonia inaugurale dell'ordine ebbe luogo il 6 gennaio 1352 a Saint-Ouen, per cui talvolta l'ordine viene chiamato Ordine dei Cavalieri della Nobile Casa di Saint Ouen.
L'ordine trasse ispirazione da Goffredo di Charny, teorico della cavalleria e cavaliere egli stesso che ottenne, all'apice della carriera, di portare l'Orifiamma. La sua istituzione, in parte, ebbe lo scopo di prevenire il disastro accaduto nella battaglia di Crécy (combattuta nel contesto della guerra dei cent'anni) e, a tal fine, solo il successo sul campo di battaglia sarebbe contato per il merito di un membro e non quello colto nei tornei. Lo statuto prevedeva anche che gli appartenenti ricevessero un modesto pagamento e un alloggio per la vecchiaia. Inoltre, i membri, giuravano di non ritirarsi o di non spostarsi per più di quattro arpenti (circa sei acri di larghezza) da un campo di battaglia. Quest'ultima disposizione costò la vita a novanta cavalieri facente parte dell'ordine in occasione della battaglia di Mauron del 1352 mentre nella battaglia di Poitiers del 1356 causò la prigionia al re quando molti, se non la maggior parte, dei suoi compagni cavalieri dell'Ordine persero la vita. Durante la prigionia di Giovanni a Londra, l'Ordine andò rapidamente in crisi, ma in seguito il numero degli appartenenti riprese a crescere, almeno nominalmente, così velocemente ed enormemente che al tempo di Carlo V il suo conferimento era un riconoscimento insignificante.